# Jean II. des Barres

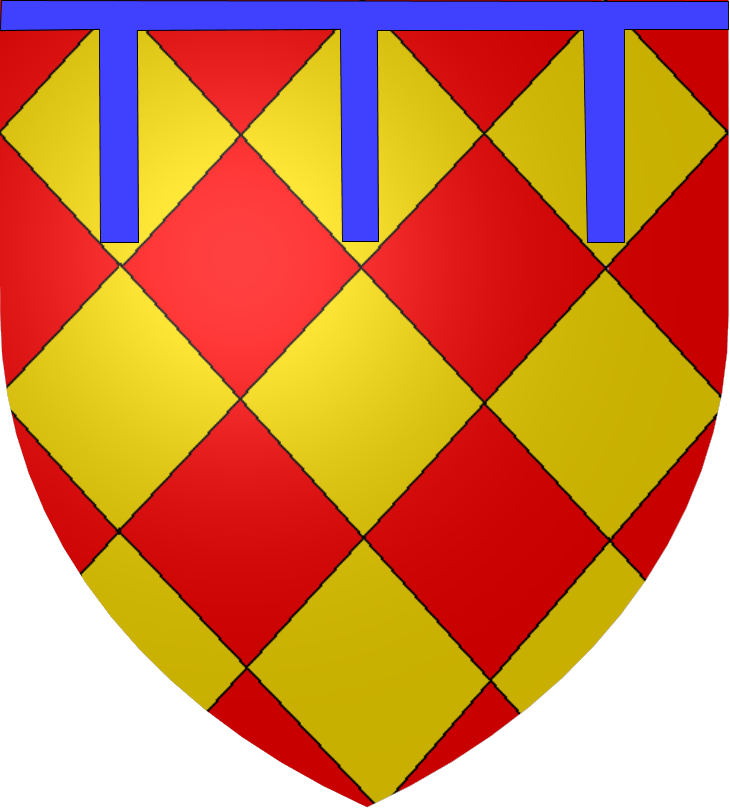
Wappen Jean II. des Barres

Jean II. des Barres († 1324 bei der Belagerung von La Réole), Chevalier, Seigneur de Chaumont-sur-Yonne im Namen seiner Ehefrau, war Marschall von Frankreich während der Regierung König Philipps V. von Frankreich.

## Leben
1311 wurde Jean II. des Barres gemeinsam mit Anseau de Joinville und Simon de Menou als conseiller étroit Philipps IV. von Frankreich nach Lothringen gesandt, um mit dem Herzog Theobald II. über die königlichen Rechte im Gebiet Passavant-en-Argonne zu verhandeln. Als der König in den Besitz des vom Grafen von Flandern beschlagnahmten Gebietes Donzy kam, präsentierte sich Jean II. des Barres im März 1314 beim Bischof von Auxerre, um an seiner Stelle zu huldigen.
König Philipp V. machte ihn im November 1318 zum Marschall von Frankreich anstelle des verstorbenen Jean de Corbeil. Am 27. September 1319 sandte er ihn gemeinsam mit Pierre de Galard, Großmeister der Armbrustschützen, zu Robert III. von Flandern, um ihn für den kommenden Weihnachtstag  vor den französischen König zu laden.

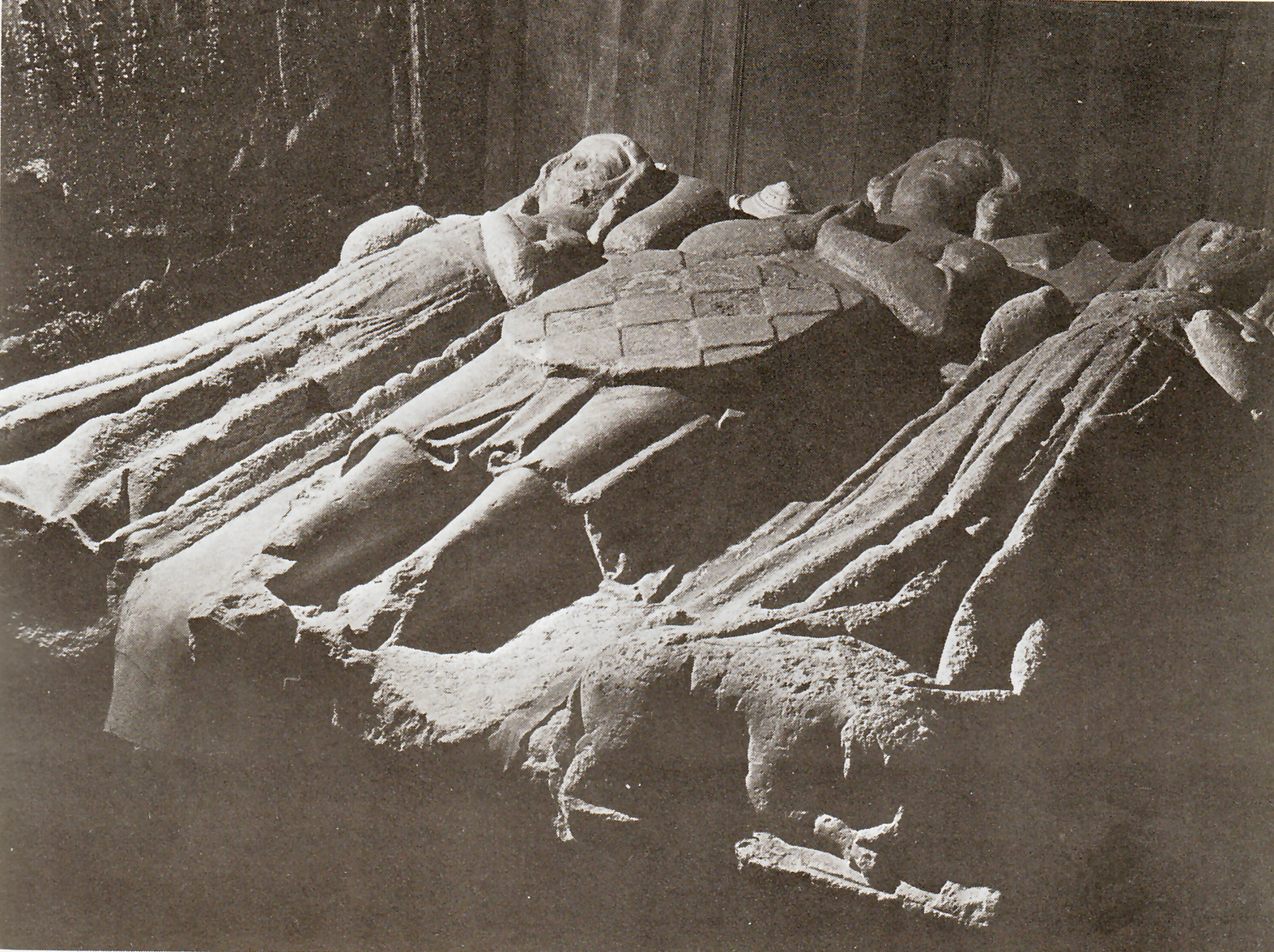
Grab von Jean des Barres und seiner zwei Frauen

Mit Patentbrief vom 19. Januar 1320 sicherte ihm Philipp V. eine Rente von 500 Livres parisis auf das Land und die steuerpflichtigen Männer von Pont-Belin zu, die er in Anspruch nehmen konnte, solange er das Amt des Marschalls innehatte. Diese Rente basiert auf der von Évry und anderen in der Bailliage von Troyes. Der Steuerempfänger der Champagne wehrte sich dagegen, bis Jean II. de Barres am 19. März 1321 ein Urteil der Chambre des comptes zu seinen Gunsten erreichte. Ein Brief des Königs Karl IV. bestätigte im Januar 1322 diese Rente.
Jean II. de Barres starb im Jahr 1324 bei der Belagerung von La Réole.
Er heiratete Helissans de Prunay, Dame de Chaumont-sur-Yonne, Erbtochter von Guillaume, Sire de Prunay, und Gillette; sie starb nach 1347 und wurde in Oissery bestattet. Da Ehepaar hatte zwei Söhne, Pierre des Barres und Jean III. des Barres.